# Аклавік
Алкавік (англ. Aklavik) — хутір в Канаді, у  Північно-західних територіях.

## Населення
За даними перепису 2016 року хутір нараховував 590 осіб, показавши скорочення на 6,8%, порівняно з 2011-м роком. Середня густота населення становила 40,8 осіб/км².
З офіційних мов обидвома одночасно володіли 10 жителів, тільки англійською — 580. Усього 65 осіб вважали рідною мовою не одну з офіційних, з них 60 — одну з корінних мов.
Працездатне населення становило 62,2% усього населення, рівень безробіття — 28,6%.
Середній дохід на особу становив $36 255 (медіана $22 000), при цьому для чоловіків — $32 276, а для жінок $40 766 (медіани — $17 771 та $27 584 відповідно).
22,2% мешканців мали закінчену шкільну освіту, не мали закінченої шкільної освіти — 45,6%, 31,1% мали післяшкільну освіту, з яких 17,9% мали диплом бакалавра, або вищий.
| Статево-вікова структура населення | Статево-вікова структура населення | Статево-вікова структура населення | Статево-вікова структура населення | Статево-вікова структура населення |
| ---------------------------------- | ---------------------------------- | ---------------------------------- | ---------------------------------- | ---------------------------------- |
|                                    |                                    |                                    |                                    |                                    |
| Всього                             | Всього                             | 51,7%48,3%                         |                                    |                                    |
| 0 — 14 років                       | 0 — 14 років                       |                                    | 23,9%                              | 23,9%                              |
| 15 — 64 років                      | 15 — 64 років                      |                                    | 65,8%                              | 65,8%                              |
| 65 і більше                        | 65 і більше                        |                                    | 10,3%                              | 10,3%                              |
| Середній вік (років)               | Середній вік (років)               | 35,534,3                           | 34,9                               | 34,9                               |
| Медіана (років)                    | Медіана (років)                    | 33,030,7                           | 31,8                               | 31,8                               |
| — чоловіки — жінки                 |                                    |                                    |                                    |                                    |

| Походження мешканців:     | Походження мешканців:     | Походження мешканців: | Походження мешканців: | Походження мешканців: |
| ------------------------- | ------------------------- | --------------------- | --------------------- | --------------------- |
| Походження                |                           |                       | осіб                  | %                     |
| Корінні американці        | Корінні американці        |                       | 515                   | 87.29%                |
| Інше північноамериканське | Інше північноамериканське |                       | 75                    | 12.71%                |
| Європейське               | Європейське               |                       | 90                    | 15.25%                |
| британське                | британське                |                       | 70                    | 11.86%                |

## Клімат
Громада знаходиться у зоні, котра характеризується континентальним субарктичним кліматом. Найтепліший місяць — липень із середньою температурою 13.8 °C (56.9 °F). Найхолодніший місяць — січень, із середньою температурою -26.3 °С (-15.4 °F).
| Клімат Аклавіка         | Клімат Аклавіка | Клімат Аклавіка | Клімат Аклавіка | Клімат Аклавіка | Клімат Аклавіка | Клімат Аклавіка | Клімат Аклавіка | Клімат Аклавіка | Клімат Аклавіка | Клімат Аклавіка | Клімат Аклавіка | Клімат Аклавіка | Клімат Аклавіка |
| Показник                | Січ.            | Лют.            | Бер.            | Квіт.           | Трав.           | Черв.           | Лип.            | Серп.           | Вер.            | Жовт.           | Лист.           | Груд.           | Рік             |
| Абсолютний максимум, °C | 6,7             | 9,4             | 11              | 14,2            | 25              | 31,8            | 33,9            | 31,9            | 27,6            | 17              | 6,7             | 10              | 33,9            |
| Середній максимум, °C   | −22,3           | −21,7           | −16,4           | −6,7            | 4,6             | 16,5            | 18,4            | 15              | 7,6             | −4,9            | −17             | −20,9           | −4              |
| Середня температура, °C | −26,3           | −25,7           | −21,7           | −12,5           | −0,1            | 11,4            | 13,9            | 10,9            | 4,4             | −7,6            | −20,7           | −24,7           | −8,2            |
| Середній мінімум, °C    | −30,2           | −29,8           | −27             | −18,2           | −4,8            | 6,2             | 9,4             | 6,8             | 1,2             | −10,2           | −24,2           | −28,4           | −12,4           |
| Абсолютний мінімум, °C  | −51             | −52,2           | −48,9           | −42,2           | −25,6           | −6,7            | −11,1           | −3,9            | −14             | −35,1           | −45,6           | −47,8           | −52,2           |
| Норма опадів, мм        | 15              | 11.9            | 13.8            | 8               | 14.8            | 19.4            | 40.6            | 41.7            | 30.6            | 32.6            | 22              | 15.6            | 265.8           |
| Днів з дощем            | 0               | 0               | 0               | 0               | 2,1             | 6,7             | 10,8            | 11,3            | 10,4            | 0,5             | 0               | 0               | 41,9            |
| Вологість повітря, %    | 90              | 92              | 90              | 90              | 83              | 75              | 77              | 84              | 88              | 94              | 92              | 90              | 87              |
| ----------------------- | --------------- | --------------- | --------------- | --------------- | --------------- | --------------- | --------------- | --------------- | --------------- | --------------- | --------------- | --------------- | --------------- |
| Джерело: Weatherbase    |                 |                 |                 |                 |                 |                 |                 |                 |                 |                 |                 |                 |                 |